# Boxning vid olympiska sommarspelen 1908
Boxningen vid olympiska sommarspelen 1908 i London innehöll 5 olika viktklasser och var endast öppen för herrar. Storbritannien tog flest medaljer, och tvåa i medaljligan kom Australasien. Övriga tävlande nationer var Danmark och Frankrike, men dessa båda blev utan medaljer. 

## Medaljtabell
| Klass                  | Guld                             | Silver                             | Brons                            |
| Bantamvikt Detaljer... | A. Henry Thomas · Storbritannien | John Condon · Storbritannien       | William Webb · Storbritannien    |
| Fjädervikt Detaljer... | Richard Gunn · Storbritannien    | Charles Morris · Storbritannien    | Hugh Roddin · Storbritannien     |
| Lättvikt Detaljer...   | Frederick Grace · Storbritannien | Frederick Spiller · Storbritannien | Harry Johnson · Storbritannien   |
| Mellanvikt Detaljer... | Johnny Douglas · Storbritannien  | Reginald Baker · Australasien      | William Philo · Storbritannien   |
| Tungvikt Detaljer...   | Albert Oldman · Storbritannien   | Sydney Evans · Storbritannien      | Frederick Parks · Storbritannien |

## Medaljfördelning
| Medaljfördelning |                |      |        |       |        |
| Placering        | Nation         | Guld | Silver | Brons | Totalt |
| 1                | Storbritannien | 5    | 4      | 5     | 14     |
| 2                | Australasien   | 0    | 1      | 0     | 1      |